# 시로토리촌 (기후현 안파치군)
시로토리촌(일본어: 白鳥村)은 일본 기후현 안파치군에 설치되었던 촌이다. 현재의 이비군 이케다정에 해당한다.

## 역사
- 1889년 7월 1일 - 정촌제 시행에 따라 시로토리촌이 발족.
- 1897년 4월 1일 - 다촌, 요코이촌, 야스쓰구촌, 조로쿠도촌과 합병하여 기타히라노촌이 발족. 시로토리촌은 폐지됨.
- 1950년 4월 1일 - 기타히라노촌 가운데 구 시로토리촌 영역이 이비군 이케다촌에, 잔여부는 안파치군 고도정에 편입됨.

## 참고 문헌
- 角川日本地名大辞典編纂委員会,『角川日本地名大辞典 21 岐阜県』1980, 角川書店